# Nipus occiduus
Nipus occiduus är en skalbaggsart som beskrevs av Gordon 1970. Nipus occiduus ingår i släktet Nipus och familjen nyckelpigor. Inga underarter finns listade i Catalogue of Life.